# Persone di cognome Coleman
| Questa pagina contiene informazioni ricavate automaticamente dalle voci biografiche con l'ausilio del template Bio e di un bot. L'aggiornamento è periodico e automatico e ricostruisce completamente la pagina. Se manca una persona in questa lista, sei pregato di non aggiungerla, ma accertati piuttosto che la sua voce biografica contenga il template Bio e che i dati anagrafici siano correttamente compilati. Se il template Bio manca, inseriscilo tu stesso o, in alternativa, metti l'avviso {{tmp\|Bio}} che ne segnala la mancanza. Se i dati riportati sono sbagliati, correggi direttamente la voce biografica; le modifiche saranno visibili in questa lista entro pochi giorni. Per chiarimenti vedi il progetto antroponimi. La lista contiene solo le 94 persone che sono citate nell'enciclopedia e per le quali è stato implementato correttamente il template Bio. Pagina aggiornata al 23 giu 2025. |

Questa è una lista di persone presenti nell'enciclopedia che hanno il cognome Coleman, suddivise per attività principale.

## Allenatori di calcio(1)
- Chris Coleman, allenatore di calcio e ex calciatore gallese (Swansea, n. 1970)

## Arrampicatori(1)
- Nathaniel Coleman, arrampicatore statunitense (Murray, n. 1997)

## Artisti(1)
- Joe Coleman, artista, pittore e illustratore statunitense (n. 1955)

## Artisti marziali misti(1)
- Mark Coleman, artista marziale misto e lottatore statunitense (Fremont, n. 1964)

## Astronaute(1)
- Catherine Coleman, ex astronauta e chimica statunitense (Charleston, n. 1960)

## Attori(8)
- Chad Coleman, attore statunitense (Richmond, n. 1967)
- Charles Coleman, attore australiano (Sydney, n. 1885 - Woodland Hills, † 1951)
- Chase Coleman, attore statunitense (Tuscaloosa, n. 1985)
- Dabney Coleman, attore statunitense (Austin, n. 1932 - Santa Monica, † 2024)
- Frank J. Coleman, attore statunitense (Newburgh, n. 1888 - Los Angeles, † 1948)
- Gary Coleman, attore statunitense (Zion, n. 1968 - Provo, † 2010)
- Jack Coleman, attore e sceneggiatore statunitense (Easton, n. 1958)
- Raphaël Coleman, attore e attivista britannico (Wandsworth, n. 1994 - † 2020)

## Attrici(7)
- Charlotte Coleman, attrice britannica (Londra, n. 1968 - Londra, † 2001)
- Cleopatra Coleman, attrice australiana (Sydney, n. 1987)
- Holliston Coleman, attrice statunitense (Pasadena, n. 1992)
- Jenna Coleman, attrice britannica (Blackpool, n. 1986)
- Kelen Coleman, attrice statunitense (Nashville, n. 1984)
- Monique Coleman, attrice statunitense (Orangeburg, n. 1980)
- Nancy Coleman, attrice statunitense (Everett, n. 1912 - Brockport, † 2000)

## Aviatori(1)
- DeWitt Coleman, aviatore e militare statunitense (New York, n. 1892 - Vittorio Veneto, † 1918)

## Aviatrici(1)
- Bessie Coleman, aviatrice statunitense (Atlanta, n. 1892 - Jacksonville, † 1926)

## Calciatori(5)
- Daniel Coleman, ex calciatore ghanese (n. 1984)
- Bert Coleman, calciatore inglese (Steyning, n. 1889 - † 1958)
- Neville Coleman, calciatore inglese (Prescot, n. 1930 - Australia, † 1981)
- Séamus Coleman, calciatore e allenatore di calcio irlandese (Killybegs, n. 1988)
- Tim Coleman, calciatore inglese (Kettering, n. 1881 - † 1940)

## Cantanti(1)
- Jaz Coleman, cantante, musicista e compositore britannico (Cheltenham, n. 1960)

## Cestiste(2)
- Courtney Coleman, ex cestista e allenatrice di pallacanestro statunitense (Cincinnati, n. 1981)
- Marissa Coleman, ex cestista statunitense (Portland, n. 1987)

## Cestisti(14)
- Dan Coleman, ex cestista statunitense (Minneapolis, n. 1985)
- H.L. Coleman, ex cestista statunitense (Fort Lauderdale, n. 1974)
- Tim Coleman, cestista statunitense (Newark, n. 1995)
- Will Coleman, ex cestista statunitense (Columbus, n. 1988)
- Anthony Coleman, ex cestista statunitense (Westminster, n. 1982)
- Aubrey Coleman, ex cestista statunitense (Houston, n. 1987)
- Cameron Coleman, cestista statunitense (Allen, n. 1992)
- Derrick Coleman, ex cestista statunitense (Mobile, n. 1967)
- Dominique Coleman, ex cestista statunitense (Oakland, n. 1984)
- Jack Coleman, cestista statunitense (Burgin, n. 1924 - Burgin, † 1997)
- Kelly Coleman, cestista statunitense (Wayland, n. 1938 - Hazard, † 2019)
- Lorenzo Coleman, cestista statunitense (Newburgh, n. 1975 - Atlanta, † 2013)
- Norris Coleman, ex cestista statunitense (Jacksonville, n. 1961)
- Shavon Coleman, cestista statunitense (Thibodaux, n. 1992)

## Chitarristi(1)
- Gary B.B. Coleman, chitarrista, cantante e produttore discografico statunitense (Paris, n. 1947 - Center, † 1994)

## Compositori(3)
- Bill Coleman, compositore e trombettista statunitense (Paris, n. 1904 - Tolosa, † 1981)
- Cy Coleman, compositore, cantautore e pianista statunitense (New York, n. 1929 - New York, † 2004)
- Graeme Coleman, compositore e musicista canadese

## Culturisti(1)
- Ronnie Coleman, culturista statunitense (Monroe, n. 1964)

## Danzatori(1)
- Michael Coleman, ballerino britannico (Southend-on-Sea, n. 1940)

## Fisici(1)
- Sidney Coleman, fisico statunitense (Chicago, n. 1937 - Cambridge, † 2007)

## Funzionari(1)
- William Emmette Coleman, funzionario e orientalista statunitense (Shadwell, n. 1843 - † 1909)

## Geologi(1)
- Arthur Philemon Coleman, geologo canadese (Lachute, n. 1852 - Toronto, † 1939)

## Giocatori di football americano(13)
- Austin Coleman, ex giocatore di football americano statunitense (Fort Wayne)
- Brandon Coleman, giocatore di football americano statunitense (Newport News, n. 2000)
- B.J. Coleman, giocatore di football americano statunitense (Chattanooga, n. 1985)
- Corey Coleman, ex giocatore di football americano statunitense (Dallas, n. 1994)
- Derrick Coleman, ex giocatore di football americano statunitense (Los Angeles, n. 1990)
- Greg Coleman, ex giocatore di football americano statunitense (Jacksonville, n. 1954)
- Justin Coleman, giocatore di football americano statunitense (Brunswick, n. 1993)
- Keon Coleman, giocatore di football americano statunitense (Opelousas, n. 2003)
- Larnel Coleman, giocatore di football americano statunitense (Malden, n. 1998)
- Leonard Coleman, ex giocatore di football americano statunitense (Boynton Beach, n. 1962)
- Marco Coleman, ex giocatore di football americano statunitense (Dayton, n. 1969)
- Shon Coleman, giocatore di football americano statunitense (Memphis, n. 1991)
- Tevin Coleman, giocatore di football americano statunitense (Oak Forest, n. 1993)

## Giornalisti(1)
- John Coleman, giornalista e meteorologo statunitense (Alpine, n. 1934 - Las Vegas, † 2018)

## Giuristi(1)
- Jules Coleman, giurista e filosofo statunitense (n. 1947)

## Hockeisti su ghiaccio(1)
- Jonathan Coleman, ex hockeista su ghiaccio statunitense (Boston, n. 1975)

## Insegnanti(1)
- John Earl Coleman, insegnante statunitense (Tresckow, n. 1930 - † 2012)

## Modelle(1)
- Megan Coleman, modella sudafricana (Hillcrest, n. 1985)

## Nuotatrici(1)
- Michelle Coleman, nuotatrice svedese (Vallentuna, n. 1993)

## Piloti motociclistici(1)
- Rod Coleman, pilota motociclistico neozelandese (Whanganui, n. 1926 - Whanganui, † 2019)

## Pittori(2)
- Charles Caryl Coleman, pittore statunitense (Buffalo, n. 1840 - Capri, † 1928)
- Enrico Coleman, pittore italiano (Roma, n. 1846 - Roma, † 1911)

## Politici(2)
- Norm Coleman, politico e avvocato statunitense (New York, n. 1949)
- Ronald Coleman, politico statunitense (El Paso, n. 1941)

## Produttori discografici(1)
- Ammo, produttore discografico e musicista statunitense (Baltimora, n. 1987)

## Rapper(4)
- Big L, rapper statunitense (New York, n. 1974 - New York, † 1999)
- Yung Bans, rapper e compositore statunitense (Saint Louis, n. 1999)
- Maino, rapper statunitense (New York, n. 1973)
- Fredo Santana, rapper statunitense (Chicago, n. 1990 - Los Angeles, † 2018)

## Religiosi(1)
- Thomas Coleman, religioso inglese (Oxford, n. 1598 - † 1647)

## Rugbisti a 15(1)
- Adam Coleman, rugbista a 15 australiano (Hobart, n. 1991)

## Sassofonisti(3)
- George Coleman, sassofonista statunitense (Memphis, n. 1935)
- Ornette Coleman, sassofonista e compositore statunitense (Fort Worth, n. 1930 - New York, † 2015)
- Steve Coleman, sassofonista e compositore statunitense (Chicago, n. 1956)

## Scrittori(1)
- Eliot Coleman, scrittore statunitense (Rumson, n. 1938)

## Sociologi(1)
- James Samuel Coleman, sociologo statunitense (Bedford, n. 1926 - Chicago, † 1995)

## Tastieriste(1)
- Lisa Coleman, tastierista e compositrice statunitense (Los Angeles, n. 1960)

## Tenniste(1)
- Anne Coleman, ex tennista australiana

## Tuffatrici(1)
- Georgia Coleman, tuffatrice statunitense (St. Maries, n. 1912 - Los Angeles, † 1940)

## Velocisti(1)
- Christian Coleman, velocista statunitense (Atlanta, n. 1996)

## Wrestler(1)
- Billy Graham, wrestler statunitense (Phoenix, n. 1943 - Phoenix, † 2023)